# Gerdeh Qīt
Gerdeh Qīt (persiska: گِردِه قيط, گرده قیت, Gerdeh Qīţ) är en ort i Iran.   Den ligger i provinsen Västazarbaijan, i den nordvästra delen av landet, 500 km väster om huvudstaden Teheran. Gerdeh Qīt ligger 1 278 meter över havet och antalet invånare är 752.
Terrängen runt Gerdeh Qīt är huvudsakligen platt, men söderut är den kuperad. Runt Gerdeh Qīt är det ganska tätbefolkat, med 80 invånare per kvadratkilometer. Närmaste större samhälle är Ḩājjī Khvosh, 17,9 km sydost om Gerdeh Qīt. Trakten runt Gerdeh Qīt består i huvudsak av gräsmarker.